# Evanescence
Evanescence (Евенесенс, укр. Зникнення) — американський рок-гурт, заснований 1995 року вокалісткою Емі Лі і гітаристом Беном Муді. Гурт став популярним у 2000-х роках після виходу альбому «Fallen». Жанри, у яких грає гурт: альтернативний рок, альтернативний метал та готичний рок (перші демозаписи).

## Історія гурту

### Створення
Засновники гурту — вокалістка Емі Лі і гітарист Бен Муді — народились у маленькому містечку Літл-Рок, штат Арканзас, США. Вони познайомились в літньому таборі у 1994, коли їм було по 13 і 14 років відповідно. Бен Муді згадує, що він звернув увагу на Емі тоді, коли вона грала пісню Міта Лоуфа — «I Would Do Anything for Love» на фортепіано.
|  | Бен Муді: Декілька років тому, я й Емі були в одному молодіжному таборі. Я грав з гуртом культової музики, а Емі була учасником богослужінь на відкритому повітрі. Якось у вільний час я сидів у спортзалі і дивився баскетбольний матч. На іншій стороні майданчика була сцена, на якій стояло піаніно. Я сидів і просто вмирав з нудьги, коли раптом до моїх вух донеслися звуки піаніно, що грало вступ до «I Would Do Anything for Love» гурту Meat Loaf. Я подивився в ту сторону і побачив за піаніно дівчину, яка грала абсолютно без зусиль, невимушено демонструючи величезний талант. Коли хвиля заздрості, що піднялася в мені, уляглася, я схопився на ноги і побіг до піаніно прямо через майданчик, на якому йшла гра, і представився дівчині. Потім вона вразила мене ще більше піснею, яку вона написала. Мені здалося, що я в раю. Потім вона заспівала. Я трохи не помер. У цього маленького, худенького створіння з молодіжного табору був один з найсильніших і найкрасивіших голосів, які мені доводилося чути. Якимсь чином мені вдалося умовити її ніколи більше не гратись з ким-небудь ще, і відтоді вона стала моєю. Емі Лі: Про що ти говориш?! Я ніколи не співала цю пісню!.. Ну, можливо, і співала, але не хочу, щоб мене асоціювали з Мітом Лоуфом! |

Попри відмінність музичних смаків (в Емі класична музична освіта і вона слухала Торі Еймос і Бйорк, а Бену до душі хеві-метал 80-х), молоді люди швидко знайшли спільну мову. «Ми зійшлися в головному — у своєму відношенні до музики, — говорить Бен — Ми розуміємо один одного без слів і закінчуємо думки один одного».

### Демозаписи
Перші демозаписи дуету з'явились 1998 року — мініальбоми «Evanescence EP» і «Sound Asleep EP». Декілька пісень з'явилися в ротації місцевого радіо, завоювавши гурту деяку популярність ще до того, як він почав давати концерти. Назва гурту була придумана після того, як музиканти відкинули варіанти «Childish Intentions» і «Striken». Рання музика «Evanescence» була значно «легшою», ніж наступні альбоми, в ній були елементи готики.
1999 року до гурту приєднався клавішник і бек-вокаліст Девід Ходжес. За його участі гурт записав перший повноформатний альбом, «Origin» (2000). Всі партії інструментів, окрім вокалу і клавішних, записані для альбому самим Муді, у тому числі і ударні. Цей диск вийшов на локальному лейблі обмеженим тиражем у 2500 копій, які повністю продано на концертах гурту. Оригінальних записів альбому майже не залишилося у продажу і вони перетворилися на раритети. Опісля, «Evanescence» стали розглядати цей альбом як демо, дозволивши його некомерційне розповсюдження через Інтернет.

### На християнських радіостанціях
2002 року «Evanescence» підписали контракт з популярним лейблом «Wind-Up Records», на якому також створюються гурти «Creed», «P.O.D.», «12 Stones», «Seether». Склад доукомплектували гітаристом Джоном Ле-Комптом, ударником Рокі Греєм і бас-гітаристом Вільямом Бойдом. Саме цей склад в Лос-Анджелесі записав альбом «Fallen», в якому як гість узяв участь вокаліст гурту «12 Stones» — Пол Маккой.
Продюсери «Wind-Up Records» почали просувати гурт на ринку «християнського року», трек «Tourniquet» очолив хіт-паради християнських радіостанцій. Радіо «KLAL-FM» першим почало транслювати пісню «Bring Me to Life». Проте, ця репутація викликала розбіжності усередині гурту. Ходжес, що більше схилявся до релігійної концепції гурту, покинув «Evanescence» 19 грудня 2002. Незабаром, Бен Муді в інтерв'ю категорично відхрестився від релігійної музики. Проте, це викликало бойкот з боку деяких радіостанцій, чий формат був суто духовним.

### «Fallen»
Пісні «Bring Me to Life» (перший хіт Девід Ходжес) і фортепіанна балада «My Immortal» сподобалися продюсерам «20th Century Fox» і потрапили в саундтрек до фантастичного бойовика-коміксу «Шибайголова» (англ. Daredevil). Успіх фільму значно посприяв популярності цих пісень і гурту в цілому.
Альбом «Fallen», вийшов 4 березня 2003, дебютував на сьомій позиції в американському чарті альбомів «Billboard» 200 і протримався там сто тижнів, а в британському чарті — 60 тижнів, дійшовши до першого місця. «Fallen» став тричі платиновим до кінця 2003 року. За музичним звучанням альбом був вдалий спочатку, зберігаючи в собі крихкий баланс між непередаваною красою і первинною важкістю музики. Тексти ж присвячені похмурим та негативним сторонам любові і відчаю. За виходом диска наступило турне. Від популярності, що навалилася, Емі намагалася накласти на себе руки. Пізно вночі, після концерту у Вашингтоні її знайшли в номері готелю без свідомості. Служба 911, що приїхала через декілька хвилин, констатувала інтоксикацію великою дозою снодійного. Втім, інцидент досить швидко був вичерпаний. Вранці в лікарні Лі опам'яталася, а вже через 5 днів вона виступила на концерті в Гонолулу.
Синглами з альбому вийшли пісні «Bring Me to Life» (з Полом Маккоєм), «My Immortal», «Going Under'» і «Everybody's Fool». На всі чотири пісні знято відеокліпи, які в майбутньому ставали переможцями в чартах «MTV». Гурт завоював міжнародну популярність, здобув премію «Греммі» в номінаціях: найкращий рок-гурт, найкращий новий гурт.

### Відхід Муді
На підтримку альбому «Evanescence» вирушили в тур спільно з «12 Stones». Під час туру гурт об'їздив США, побував на багатьох престижних фестивалях. В кінці року «Evanescence» вперше відвідали Європу. Проте 22 жовтня 2003, під час туру і незадовго до концерту, з групи зник її засновник і головний композитор Бен Муді. Пізніше Муді заявив про те, що покинув групу через особисті розбіжності. Після виходу з гурту Бен продовжив сольну кар'єру, брав участь в записах зі співачками Авріл Лавін і Anastasia.
Місце Муді у складі гурту зайняв Террі Бальзамо з гурту «Cold». Новий склад «Evanescence» закінчив тур і випустив за його підсумками концертний альбом «Anywhere but Home», записаний в Парижі 25 травня 2004. Альбом також вийшов на DVD, куди ввійшло інтерв'ю з музикантами та всі відеокліпи гурту.

### «The Open Door»

Обкладинка альбому The Open Door (2006)

Другий студійний альбом «Evanescence» який має назву «The Open Door» вийшов у світ 3 жовтня 2006, Хоча Емі запевнювала фанів, що платівка вийде в березні. Для такої затримки було багато причин — у сам розпал роботи над платівкою гітарист Террі Бальзамо пережив інсульт, а гурту довелося звільнити власного менеджера і пізніше витратити якийсь час на судовий розгляд з ним. Емі Лі також призналася в інтерв'ю, що при роботі над новою платівкою їй не хотілося квапити події — творчий процес мав розвиватися поступово, з тією швидкістю, з якою необхідно.
Після виходу альбом відразу очолив чарти в США, Англії, Австралії, Німеччині, Греції, Швейцарії та в Японії. Було продано 725 000 копій, альбом став платиновим через місяць після релізу. Як сингли вийшли пісні «Call Me When You're Sober», «Lithium», «Sweet Sacrifice», «Good Enough». Всі чотири пісні супроводжувалися зніманнями відеокліпів, що транслювалися по «MTV». На підтримку альбому гурт проїхав спочатку по США і Канаді, а потім знову відвідав Європу і Японію.

### Зміна складу й творча відпустка
Склад гурту часто змінюється. Вілл Бойд покинув гурт за сімейними обставинами. Басист Тім МакКорд зайняв його місце. У травні 2007 року Джон ЛеКомпт несподівано розповсюдив заяву, що його звільняють з групи через конфлікт з Емі і лейблом «Wind-Up Records». Рокі Грей також відмовився від подальшої участі в гурті, на підтримку Ле-Компта. В наш час[коли?] їх місця зайняли Вілл Хант і Трой Мак-Логорн, які не входять до складу гурту і вважаються сесійними музикантами. 6 травня 2007 одружилися Емі Лі та Джош Гарцлер.

### «Evanescence»
У новинній розсилці офіційного вебсайту Evanescence у червні 2009 року Емі Лі заявила, що група в процесі написання матеріалу для нового альбому, який готується до виходу 2010 року. Музика стане «кращою, сильнішою й цікавішою» за попередні роботи. Група також оголосила про виступ на Maquinaria Festival в Сан-Паулу, Бразилія, яке відбулося 8 листопада 2009 року. До появи на фестивалі було зіграно «секретне шоу» (англ. «secret show») в Manhattan Center Grand Ballroom в Нью-Йорку 4 листопада 2009 разом з колективом під назвою Civil Twilight. Квитки були розкуплені за пів години. 2010 року вийшов офіційний бі-сайд альбому The Open Door, Together Again. Реліз синглу відбувся після землетрусу на Гаїті. Всі гроші з продажів були спрямовані на благодійність.
1 березня 2011 Evanescence повернулися в студію на препродукції нового альбому. Як повідомив Вілл Хант, з ними працюватиме продюсер Нік Ріскулінеш. 11 квітня 2011 Evanescence збиралися в студії для запису нового альбому. Стала відома дата релізу нового альбому — 4 жовтня, також до групи повернувся Трой Маклоугорн.
Evanescence повернулися на сцену 20 серпня на фестивалі Rock on the Range.
Вихід однойменного альбому Evanescence перенесли на 11 жовтня 2011 року, коли стало відомо, що запис альбому повністю завершено. Перший сингл отримав назву What You Want, реліз відбувся 9 серпня. Після цього вийшли ще три сингли: My Heart Is Broken, Lost in Paradise і The Other Side; останній, став тільки радіосинглом, що не випускався на будь-яких носіях. На підтримку нового альбому група провела світове турне, яке повинно завершиться 2 вересня 2012 року в американському місті Баффало, штат Нью-Йорк. Концерти групи пройшли в тому числі і в Росії: 26 червня в Санкт-Петербурзі, а 27-ого — У Москві.
29 червня 2012 Evanescence вперше виступили в Україні на фестивалі «Найкраще місто» у Дніпропетровську.
Після масштабного туру по світу група знову пішла на тривалу перерву, як це було після виходу «The Open Door».

## Дискографія
▲ Означає досягнення платинового статусу в США (продано більше ніж 1,000,000 екземплярів).
| Інформація |
| --- |
| Evanescence EP - Реліз: Грудень 1998 - Лейбл: BigWig Enterprises - Формат: CD - Тираж: 100 штук |
| Sound Asleep EP - Реліз: Серпень 1999 - Лейбл: BigWig Enterprises - Формат: CD - Тираж: 50 штук - Примітка: Також зустрічається під назвою Whisper. |
| Origin - Реліз: 4 листопада 2000 - Лейбл: BigWig Enterprises - Формати: CD, LP - Тираж: 2500 штук |
| Fallen - Реліз: 4 березня 2003 - Лейбл: Wind-up Records - Формати: CD, LP, онлайн - За інформацією RIAA: ▲5 - Світові продажі: 14 мільйонів копій. - Сингли: «Bring Me to Life», «Going Under», «Everybody's Fool», «My Immortal». - Примітка: Існує 2 видання альбому. У пізнішому виданні — інша версія пісні My Immortal. |
| Anywhere but Home - Реліз: 2 листопада 2004 - Лейбл: Wind-up Records - Формати: CD, онлайн - Примітка: Концертний CD\DVD |
| The Open Door - Реліз: 3 жовтня 2006 - Лейбл: Wind-up Records - Формати: CD, LP, онлайн - За інформацією RIAA: ▲ - Сингли: «Sweet Sacrifice», «Lithium», «Call Me When You're Sober». |
| Evanescence - Реліз: 11 жовтня 2011 - Лейбл: Wind-up Records - Формати: CD, LP, онлайн - Сингли: «What You Want», «My Heart Is Broken», «Lost in Paradise», «The Other Side» |
| Synthesis - Реліз: 10 листопада 2017 - Лейбл: BMG - Формати: CD, LP, онлайн - Сингли: «Bring Me to Life», «Imperfection», «Lacrymosa» |
| The Bitter Truth - Реліз: 26 березня 2021 - Лейбл: BMG - Формати: CD, LP, онлайн - Сингли: «Wasted on You», «The Game is Over», «Use My Voice», «Better Without You» |

## Склад

### Нинішні учасники
- Емі Лі (вокал)
- Джен Маджура[en] (гітара, бек-вокал)
- Тім Мак-Корд (бас-гітара)
- Вілл Гант (ударні)
- Трой Мак-Логорн (гітара)

### Колишні учасники
- Бен Муді (гітара, 1998—2003)
- Девід Ходжес (клавішні, бек-вокал, 1999—2002)
- Джон Ле-Компт (гітара, 2002—2007)
- Рокі Грей (ударні, 2002—2007)
- Вілл Бойд (бас-гітара, 2002—2006)
- Террі Бальзамо (гітара 2003—2015)

### Сесійні музиканти
- Франческо Ді-Космо[en] (бас-гітара 2002)
- Джош Фріз (ударні 2002)